# Jeziorki Wielkie
Jeziorki Wielkie (niem. Schöntal, do 1930 Groß Jesziorken) – wieś w Polsce położona w województwie warmińsko-mazurskim, w powiecie gołdapskim, w gminie Gołdap.
W latach 1975–1998 miejscowość administracyjnie należała do województwa suwalskiego.